# Al Haouz
A província de Al Haouz é uma subdivisão da região de Marraquexe-Safim de Marrocos, situada na parte centro-sul do país, na cordilheira do Alto Atlas, a sul de Marraquexe. Tem uma área de 6 212 km² e 573.128 habitantes (em 2014). A sua capital é Tahannaout e a sua maior cidade é Ait Ourir. Parte da província é ocupada pelo Parque Nacional de Toubkal. Entre as atrações turísticas destacam-se o vale de Ourika, a estação de esqui de Oukaïmeden (ou Oukaimden) e o sítio arqueológico de Ghmate.

## Limites
Os limites da província são:
- Norte: prefeitura de Marrakech e província de El Kelaa des Sraghna
- Leste: província de Azilal
- Sul: províncias de Tarudante e de Uarzazate
- Oeste: província de Chichaoua

## História
Em setembro de 2023, a província foi o epicentro (31.073°N 8.407°W) de um violento terremoto de magnitude 6,9 que, segundo os primeiros relatos, deixou mais de 2.800 mortos e mais de 3.000 feridos.

## Geografia

### Relevo
O território da província é constituído pela planície denominada "Haouz" e por cadeias montanhosas (que constituem 74% da área total da província) cuja altitude varia entre 1000 e 4167 metros (Toubkal o ponto mais alto do Marrocos).

## Demografia

### Crescimento demográfico
O crescimento demográfico da província foi a seguinte:
| 2004    | 2014    |
| ------- | ------- |
| 484.312 | 573.128 |

### População urbana e rural
Em 2004 a província tinha 484 312 habitantes, dos quais 52 193 habitantes viviam em áreas urbanas e 432 119 em áreas rurais.

## Organização administrativa
A província de Al Haouz está dividida em 3 Municípios e 5 círculos (que por sua vez se dividem em 37 comunas.

### Os Municípios
Os municípios são divisões de carácter urbano.
| Municípios | Habitantes (em 2014) | Habitantes (em 2004) |
| ---------- | -------------------- | -------------------- |
| Aït Ourir  | 39.108               | 20 005               |
| Amizmiz    | 14.364               | 13.711               |
| Tahannaout | 12.102               | 29.562               |

### Os Círculos
Os círculos são divisões de caracter rural, que por sua vez se dividem em comunas.
| Círculos   | Habitantes (em 2014) | comunas                                                                                              |
| ---------- | -------------------- | --- |
| Ait Ourir  | 149.268              | Ait Faska, Ait Sidi Daoud, Ghmate, Iguerferouane, Sidi Abdallah Ghiat, Tamazouzte, Tidili Mesfioua.  |
| Tahannaout | 137.873              | Moulay Brahim, Oukaimden, Ourika, Sti Fadma, Tameslohte, Aghouatim.                                  |
| Touama     | 107.262              | Abadou, Ait Aadel, Ait Hkim-Ait Yzid, Tamaguert, Tazart, Tighedouine, Touama, Zerkten.               |
| Asni       | 59.881               | Aghbar, Asni, Ighil, Ijoukak, Imgdal, Ouirgane, Talat N'Yaaqoub.                                     |
| Amizmiz    | 53.270               | Amghras, Anougal, Azgour, Dar Jamaa, Lalla Takarkoust, Ouazguita, Oulad Mtaa, Sidi Badhaj, Tizguine. |

#### As Comunas
As comunas são divisões de carácter rural, que se agrupam em círculos.
| Comuna              | Círculo    | Habitantes (em 2014) | Habitantes (em 2004) |
| ------------------- | ---------- | -------------------- | -------------------- |
| Sidi Abdallah Ghiat | Ait Ourir  | 29.498               | 20 649               |
| Aït Faska           | Ait Ourir  | 26.210               | 19 239               |
| Ghmate              | Ait Ourir  | 25.220               | 22 805               |
| Aït Sidi Daoud      | Ait Ourir  | 18.976               | 19 286               |
| Tidili Mesfioua     | Ait Ourir  | 21.706               | 21 106               |
| Abadou              | Touama     | 10.602               | 9 905                |
| Aghbar              | Asni       | 5.182                | 3 889                |
| Ait Aadel           | Touama     | 7.925                | 6 967                |
| Ait Hkim Ait Yzid   | Touama     | 8.812                | 8 112                |
| Amghras             | Amizmiz    | 6.160                | 4 222                |
| Anougal             | Amizmiz    | 4.353                | 4 173                |
| Asni                | Asni       | 21.244               | 4 608                |
| Azgour              | Amizmiz    | 6.865                | 6 314                |
| Dar Jamaa           | Amizmiz    | 5.911                | 5 762                |
| Tamazouzte          | Ait Ourir  | 15.846               | 12 245               |
| Iguerferouane       | Ait Ourir  | 11.812               | 12 454               |
| Ighil               | Asni       | 5.695                | 5 619                |
| Ijoukak             | Asni       | 6.700                | 6 641                |
| Imgdal              | Asni       | 5.467                | 5 537                |
| Lalla Takarkoust    | Amizmiz    | 7.311                | 6 006                |
| Moulay Brahim       | Tahannaout | 11.813               | 10 979               |
| Ouazguita           | Amizmiz    | 5.440                | 6 133                |
| Ouirgane            | Asni       | 7.727                | 6 916                |
| Oukaïmeden          | Tahannaout | 4.861                | 4 440                |
| Oulad Mtaa          | Amizmiz    | 6.937                | 5 557                |
| Ourika              | Tahannaout | 37.316               | 26 990               |
| Sti Fadma           | Tahannaout | 24.129               | 22 283               |
| Sidi Badhaj         | Amizmiz    | 5.394                | 6 540                |
| Talat n'Yaaqoub     | Asni       | 7.866                | 7 702                |
| Tamaguert           | Touama     | 10.540               | 10 325               |
| Tameslohte          | Tahannaout | 28.978               | 21 408               |
| Tazart              | Touama     | 15.243               | 14 583               |
| Tighedouine         | Touama     | 22.971               | 22 353               |
| Tizguine            | Amizmiz    | 4.899                | 3 889                |
| Touama              | Touama     | 11.243               | 11 458               |
| Aghouatim           | Tahannaout | 30.776               |                      |
| Zerkten             | Touama     | 19.926               | 19 154               |

##### Principais povoações nas comunas
As principais povoações nas comunas são:
| Povoação            | Comuna              | Habitantes (em 2014) |
| ------------------- | ------------------- | -------------------- |
| Tameslohte          | Tameslohte          | 9.093                |
| Lalla Takarkoust    | Lalla Takarkoust    | 4.080                |
| Moulay Brahim       | Moulay Brahim       | 3.115                |
| Sidi Abdallah Ghiat | Sidi Abdallah Ghiat | 1.701                |
| Ghmate              | Ghmate              | 1.208                |